# Talia Ryder
Talia Ryder, född 16 augusti 2002 i Buffalo, New York, är en amerikansk skådespelare.
Ryder har bland annat medverkat i filmerna The Sweet East, Dumb Money och Joika.

## Filmografi (i urval)
- 2022 – Hello, Goodbye, and Everything in Between
- 2022 – Do Revenge
- 2023 – The Sweet East
- 2023 – Joika
- 2023 – Dumb Money
- 2025 – Honey Don't!